# پنتوستاتین
پنتوستاتین (انگلیسی: Pentostatin) یا دئوکسی کوفورمایسین با نام تجاری Nipent تولید شده توسط SuperGen) یک داروی شیمی‌درمانی ضد سرطان است.

## سازوکار
این دارو به عنوان آنالوگ پورین طبقه‌بندی می‌شود که نوعی آنتی متابولیت است.
این ماده از آدنوزین نوکلئوزیدی تقلید می‌کند و بنابراین آنزیم آدنوزین دآمیناز را مهار می‌کند و در توانایی سلول برای پردازش دی‌ان‌ای اختلال ایجاد می‌کند.
سلول‌های سرطانی معمولاً بیشتر از سلول‌های سالم تقسیم می‌شوند. دی‌ان‌ای به شدت در تقسیم سلولی (میتوز) نقش دارد و داروهایی که فرآیندهای مرتبط با دی‌ان‌ای را هدف قرار می‌دهند، برای سلول‌های سرطانی سمی‌تر از سلول‌های سالم هستند.

## کاربرد
پنتوستاتین برای درمان لوسمی سلولی مویی استفاده می‌شود و از راه انفوزیون داخل وریدی هر دو هفته یک بار به مدت سه تا شش ماه داده می شود.
افزون بر این، پنتوستاتین برای درمان بیماری حاد و مزمن پیوند در مقابل میزبان مقاوم به استروئید استفاده شده است.
پنتوستاتین همچنین در بیماران لوسمی مزمن لنفاوی (CLL) که عود کرده‌اند استفاده می‌شود.